# Herman Sörgel
Herman Sörgel, nemški arhitekt z Bavarske * 2. april 1885 Regensburg, Bavarska, Nemško cesarstvo, † 25. december 1952 Bavarska, Zahodna Nemčija. 
Znan je bil po pionirskem projektu Atlantropa, ki je bil prvotno zasnovan kot rešitev za gospodarske in politične pretrese, ki so zajeli Evropo v začetku 20. stoletja. Atlantropa je zahtevala jezove, zgrajene čez Gibraltarsko ožino, Dardanele ter med Sicilijo in Tunizijo. Jezovi bi zagotavljali hidroelektrično energijo, nad njimi pa bi skrbel novoustanovljeni neodvisni organ s pooblastilom, da preneha z energijo v kateri koli državi, ki ogroža mir. Sörgel je svoje ideje aktivno promoviral do svoje smrti leta 1952.

## Zgodnje življenje
Herman Sörgel se je rodil v Regensburgu na Bavarskem v Nemčiji leta 1885 bavarskim staršem. Od leta 1904 do 1908 je študiral arhitekturo na Tehniški univerzi v Münchnu. 

## Pisne publikacije
- Sörgel, Herman (1929). Mittelmeer-Senkung. Sahara-Bewässerung = Lowering the Mediterranean, Irrigating the Sahara (Panropa Project), pamphlet. Leipzig: J.M. Gebhardt.
- Sörgel, Herman (1931). »Europa-Afrika: ein Weltteil« (37): 983–987. Pridobljeno 27. junija 2017. {{navedi časopis}}: Sklic journal potrebuje|journal= (pomoč)
- Sörgel, Herman (1932). Atlantropa. Munich: Fretz & Wasmuth, Zurich / Piloty & Löhle.
- Sörgel, Herman (1933). Foreword to "Technokratie - die neue Heilslehre" by Wayne W. Parrish. Munich: R. Piper & Co.
- Sörgel, Herman (1938). Die drei großen "A". Großdeutschland und italienisches Imperium, die Pfeiler Atlantropas. [Amerika, Atlantropa, Asien]. Munich: Piloty & Loehle.
- Sörgel, Herman (1942). Atlantropa-ABC: Kraft, Raum, Brot. Erläuterungen zum Atlantropa-Projekt. Leipzig: Arnd.
- Sörgel, Herman (1948). Foreword to "Atlantropa. Wesenszüge eines Projekts" by John Knittel. Stuttgart: Behrendt.

## Atlantropa
Sörgel je bil začetnik ideje o Atlantropi — utopični celini, ki je nastala z zajezitvijo Gibraltarske ožine, Dardanele in reke Kongo . Njegova ideja je zahtevala zajezitev in s tem znižanje gladine Sredozemskega morja in nato izkoriščanje razlike med sredozemskim in atlantskim nivojem morja za pridobivanje hidroelektrične energije. Sorgelova ideja, da bi znižal morsko gladino, bi povečala suho območje okoli Sredozemlja in zagotovila dostop po kopnem do Afrike. Zajezitev reke Kongo bi napolnila bazen, ki obkroža Čadsko jezero, in zagotovila svežo vodo za namakanje Sahare in dostop do afriške notranjosti. Poleg ustvarjanja novih površin bi ogromne količine hidroelektrične energije, ki bi nastale, pokrile 50 % takratnih evropskih potreb po energiji. Medtem ko je Sörgel sanjal o tej ideji, ni nikoli upošteval, kako se bodo druge države odzvale ali spremenile. Levant bi se na primer zaradi padca vodostaja povečal za polovico.

## Smrt
Sörgel je umrl pri 67 letih kmalu po tem, ko ga je med vožnjo s kolesom zbil avto. Voznika avtomobila nikoli niso našli.